# NGC 1891
NGC 1891 је група звезда у сазвежђу Голуб која се налази на NGC листи објеката дубоког неба.
Деклинација објекта је - 35° 47' 24" а ректасцензија 5h 21m 44,0s. Привидна величина (магнитуда) објекта NGC 1891 износи 12,8. NGC 1891 је још познат и под ознакама ESO 362-?20.